# 코마츠 후미노리
코마츠 후미노리(일본어: 小松 史法 こまつ ふみのり[*], 1978년 7월 23일 ~ )는 일본의 남성 성우. 도쿄도 출신. 2016년 12월까지 아크로스 엔터테인먼트 소속이었으나 현재는 프리.